# Spoorlijn Ribemont - La Ferté-Chevresis
De Spoorlijn Ribemont - La Ferté-Chevresis was een Franse spoorlijn van Ribemont naar La Ferté-Chevresis. De lijn was 17 km lang.

## Geschiedenis
De lijn werd aangelegd door de Compagnie du chemin de fer de Ribemont à La Ferté-Chevresis en geopend in 1900. In 1958 is de lijn gesloten en vervolgens opgebroken.

## Aansluitingen
In de volgende plaatsen is of was er een aansluiting op de volgende spoorlijnen:
Ribemont
RFN 242 626, spoorlijn tussen Saint-Quentin en Guise
La Ferté-Chevresis
RFN 236 000, spoorlijn tussen Laon en Le Cateau

## Galerij

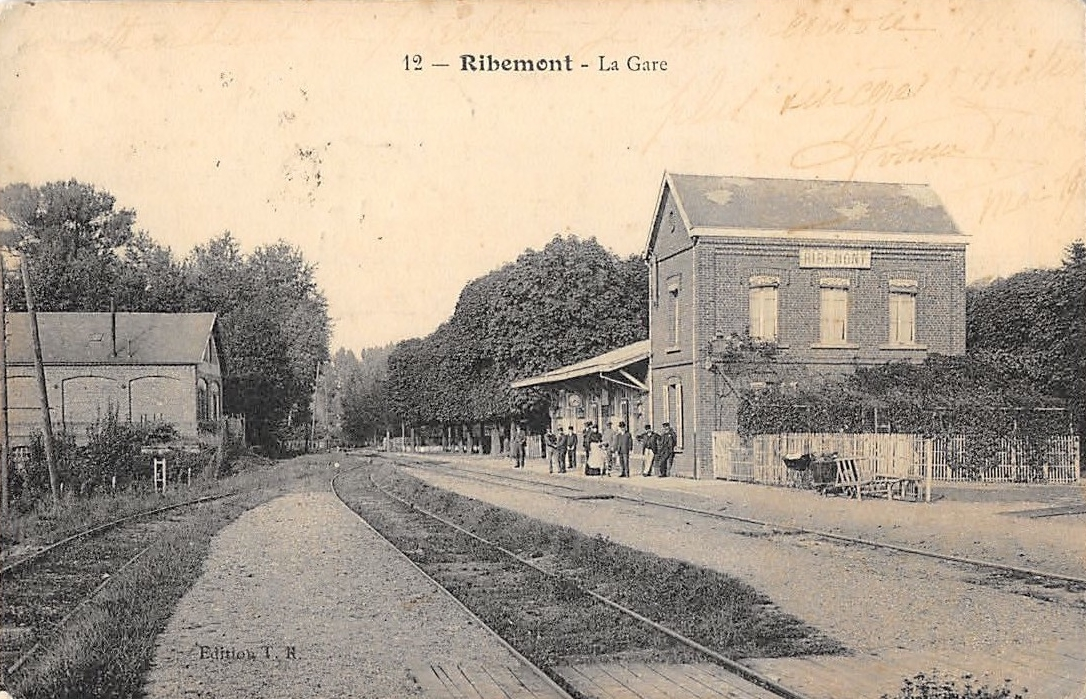
Station Ribemont in 1905
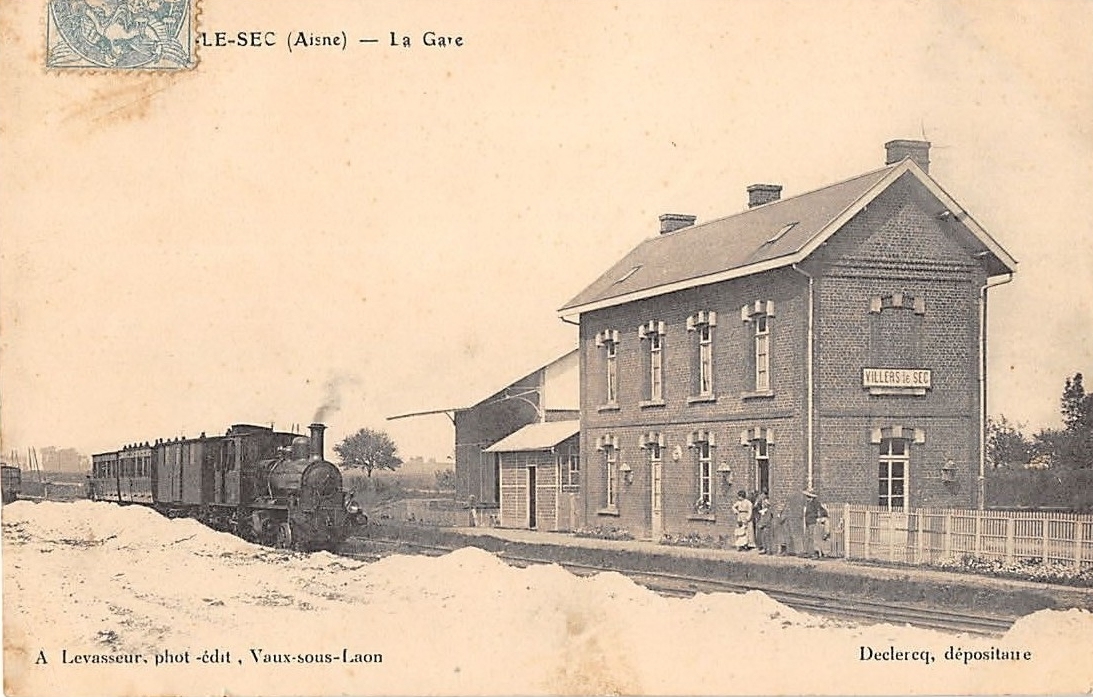
Station Villers-le-Sec rond 1910
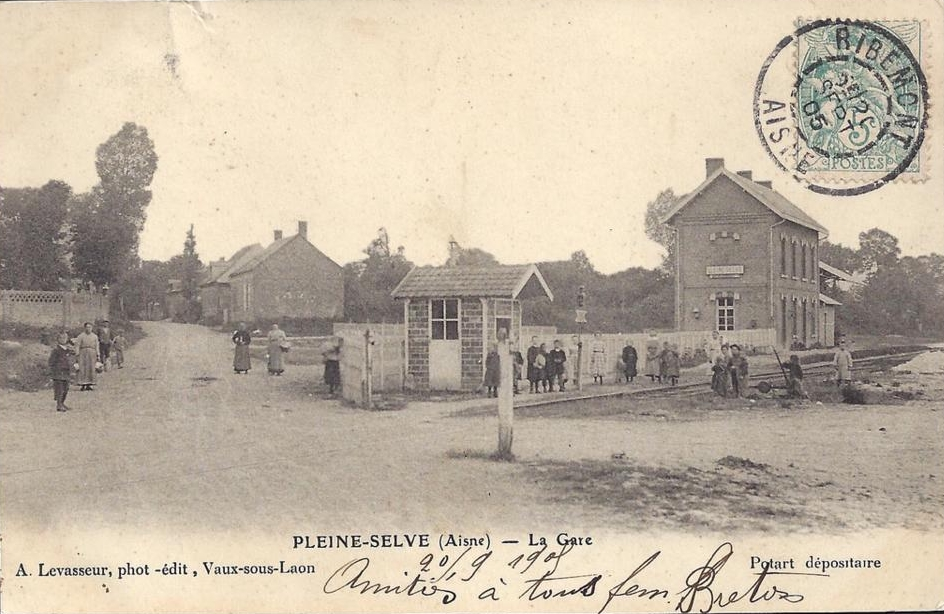
Station Pleine-Selve in 1905
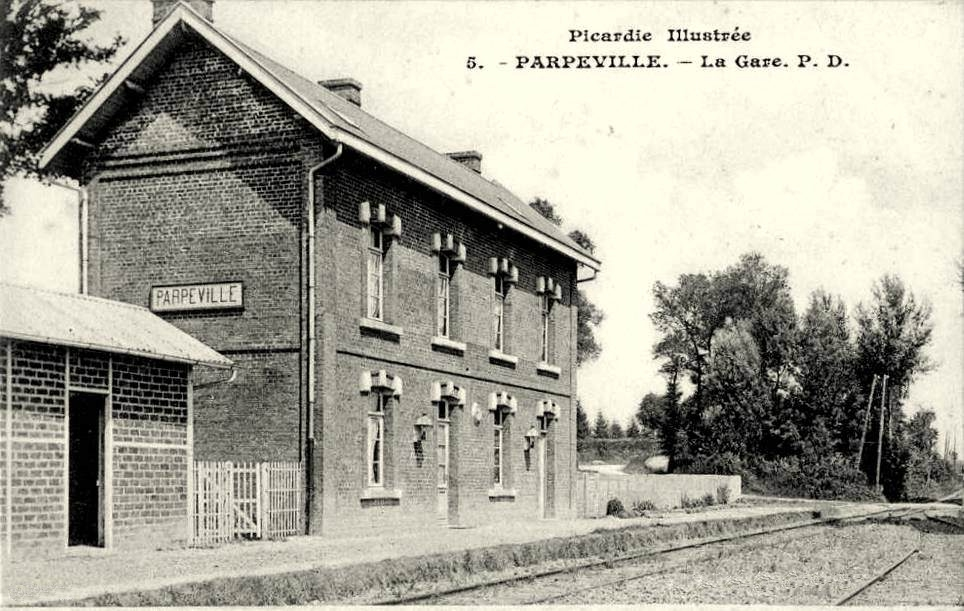
Station Parpeville in 1910